# Tour de Cuba 2009
Le 34e Tour de Cuba a eu lieu du 10 au 22 février 2009 sur 15 étapes.
L'épreuve qui est remportée par le Cubain Arnold Alcolea, est classée 2.2 sur l'UCI America Tour 2009.

## Les étapes
| Étape            | Date       | Villes étapes                   | Vainqueur d'étape | Équipe                   | Leader            |
| 1re étape        | 10 février | Baracoa - Guantanamo            | Keven Lacombe     | Planet Energy            | Keven Lacombe     |
| 2e étape         | 11 février | Guantanamo - Santiago de Cuba   | Reldy Pérez       | Équipe nationale de Cuba | Arnold Alcolea    |
| 3e étape         | 12 février | Santiago de Cuba - Manzanillo   | Yuniel Alonso     | Équipe nationale de Cuba | Arnold Alcolea    |
| 4e étape         | 13 février | Bayamo - Holgin                 | Martin Gilbert    | Planet Energy            | Arnold Alcolea    |
| 5e étape         | 14 février | Holgin - Camaguey               | Yans Arias        | Équipe nationale de Cuba | Alien García      |
| 6e étape         | 15 février | Camaguey - Ciego de Ávila       | Alien García      | Ciego de Ávila           | Alien García      |
| 7e étape a (CLM) | 16 février | Moron - Ciego de Ávila          | François Parisien | Planet Energy            | François Parisien |
| 7e étape b       | 16 février | Ciego de Ávila - S.Spiritus     | Geert Dijkshoorn  | Saxonia Team             | François Parisien |
| 8e étape         | 17 février | S.Spiritus - Topes De Collantes | Arnold Alcolea    | Équipe nationale de Cuba | Arnold Alcolea    |
| 9e étape a       | 15 février | Circuit dans Cienfuegos         | Keven Lacombe     | Planet Energy            | Arnold Alcolea    |
| 9e étape b       | 18 février | Cienfuegos - Santa Clara        | Keven Lacombe     | Planet Energy            | Arnold Alcolea    |
| 10e étape        | 19 février | Santa Clara - Cardenas          | Keven Lacombe     | Planet Energy            | Arnold Alcolea    |
| 11e étape        | 20 février | Matanzas - S.A. Baños           | Yosniel Rodríguez | Pinar del Río            | Arnold Alcolea    |
| 12e étape        | 21 février | Artemisa - Pinar del Río        | Jorge J. Rojas    | Sancti Spirius           | Arnold Alcolea    |
| 13e étape        | 22 février | San Cristóbal - La Havane       | Noslen Funes      | C.T. Cienfuegos          | Arnold Alcolea    |

## Classement général final
| 1.  | Arnold Alcolea       | Équipe nationale de Cuba      | en | 42 h 07 min 15 s |
| 2.  | François Parisien    | Planet Energy                 | +  | 1 min 57 s       |
| 3.  | Manuel Medina        | Équipe nationale du Venezuela | +  | 3 min 00 s       |
| 4.  | Franklin Raul Chacon | Équipe nationale du Venezuela | +  | 3 min 10 s       |
| 5.  | Yeinier Lopez        | Équipe nationale de Cuba      | +  | 3 min 39 s       |
| 6.  | Ryan Roth            | Planet Energy                 | +  | 4 min 08 s       |
| 7.  | Andrew Randell       | Planet Energy                 | +  | 4 min 13 s       |
| 8.  | Adonis Cardoso       | I.S.C.F.                      |    | mt               |
| 9.  | Yasmani Martínez     | Équipe nationale de Cuba      | +  | 4 min 39 s       |
| 10. | Bernardo Colex       | Tecos-Trek                    | +  | 5 min 18 s       |